# Kairuku grebneffi
Kairuku grebneffi es una especie extinta de pingüino gigante (Palaeeudyptinae). Se encuentra entre los pingüinos más altos y pesados registrados, ya que pesaba alrededor de un 50% más que el actual pingüino emperador. La especie se caracteriza por tener un cuerpo largo y esbelto y un pico estrecho y largo. K. grebneffi vivía en el territorio de la actual Nueva Zelanda durante el Oligoceno final, y se extinguió hace alrededor de unos 25 millones de años. Los primeros huesos de esta especie se descubrieron en 1977, pero no se clasificó como una especie distinta hasta 2012.

## Descripción
Kairuku grebneffi medía casi 1,5 m de largo por lo que tenía una altura de unos 1,3 m cuando estaba en pie.  Se estima que los adultos pesaban unos 60 kg, un 50% más que los actuales pingüinos emperador. K. grebneffi tenía el húmero más largo de todos los pingüinos conocidos tanto vivos como fósiles. Esta especie tenía el pico más largo y un cuerpo más esbelto que los de los pingüinos modernos. En correspondencia con el tamaño de su cuerpo, sus aletas eran más largas y probablemente más flexibles que las de las especies actuales. Tenía patas cortas y gruesas, y en sus rasgos generales tendría un aspecto parecido a los pingüinos actuales visto desde gran distancia." K. grebneffi se distingue de su pariente próximo K. waitaki principalmente por los espacios intervertebrales y por tener la punta del pico recta, ya que K. waitaki la tiene curvada.  Además todos los especímenes conocidos de K. grebneffi son mayores, aunque el pequeño número de la muestra no permite asegurar que sea una característica diferenciadora definitiva.
K. grebneffi probablemente usaba su largo pico para atrapar peces y calamares. Seguramente era capaz de bucear a más profundidad y más rápido que los pingüinos modernos. Entre los depredadores de esta ave se encontrarían los tiburones y los escualodones.
K. grebneffi vivió en lo que hoy es Nueva Zelanda a finales del Oligoceno, hace aproximadamente entre 25-27 millones de años. En aquella época la mayoría de aquella zona era principalmente océano, con unas pocas islas dispersas. Se cree que estos afloramientos rocosos les proporcionaban lugares seguros para la cría con fácil acceso a las fuentes alimenticias de los mares circundantes. K. grebneffi vivía junto al menos otras cuatro especies de pingüinos. Probablemente cada especie se alimentaba de distintos tipos de peces.
K. grebneffi fue uno de los últimos pingüinos gigantes. La causa de la extinción de K. grebneffi es desconocida, pero es probable que estuviera relacionada con drásticos cambios en el paleoambiente, según Tatsuro Ando, uno de los científicos que describió la especie. Otras posibilidades serían la aparición de un nuevo depredador o el incremento de la competencia alimentaria.

## Descubrimiento
Los primeros huesos fósiles de Kairuku fueron encontrados por Ewan Fordyce en 1977, aunque no se identificó que fuera una nueva especie entonces. En febrero de 2012 un equipo internacional de científicos liderado por Fordyce y Daniel Ksepka reconstruyeron un esqueleto de K. grebneffi usando varios especímenes clave procedentes de la formación Kokoamu Greensand perteneciente a los distritos de North Otago y South Canterbury de Nueva Zelanda. Los especímenes que se usaron tienen algunos de los esqueletos más completos de todas las especies de pingüino extintas, por lo que se realizó una reconstrucción muy completa. Se usó al pingüino rey como guía durante el trabajo de reconstrucción.
K. grebneffi recibió su nombre en honor de Andrew Grebneff, un paleontólogo de la Universidad de Otago que había fallecido en el 2010. Kairuku es un término maorí que significa «buceador que vuelve con comida». El holotipo de género fue recolectado en 1991 en una zona de desagüe del arroyo Waipati, un afluente del río Maerewhenua.